# Классический «Доктор Кто» (1-й сезон)
Премьера первого сезона классических серий британского научно-фантастического сериала «Доктор Кто» состоялась 23 ноября 1963 года, с выходом на экраны пилотной серии «Неземное дитя». Сезон завершился 12 сентября 1964 года показом серии «Господство террора».

## Актёрский состав

### Основной
Актёр Уильям Хартнелл снялся в роли Доктора, таинственного инопланетного путешественника в пространстве и времени. Данное воплощение этого персонажа впоследствии стало известно как Первый Доктор. С ним путешествуют три спутника: его внучка Сьюзан Форман (Кэрол Энн Форд) и её школьные учителя Барбара Райт (Жаклин Хилл) и Иэн Честертон (Уильям Расселл).

## Серии
Продюсером сериала была назначена Верити Ламберт, Дэвид Уитакер стал редактором сценариев, а Мервин Пинфилд — ассистентом продюсера.
Первоначально был запланирован лишь один, первый, сезон, но позже, на основе рейтингов последних двух серий, было решено объявить о продлении на 2 сезон.
Первый сезон классического сериала считается одним из наиболее полных сезонов 1960-х, поскольку все серии, кроме двух, присутствуют в архивах BBC в полном объёме. К сериям с утраченными эпизодами относятся «Марко Поло» (утрачено все 7 эпизодов) и «Господство террора» (отсутствует 2 из 6 эпизодов). Кроме того, «Марко Поло» является одной из трёх серий классического сериала, в которых не сохранилось ни одного эпизода (другие две — серии 3 классического сезона «Миссия в неизвестное» и «Резня»). Утраченные эпизоды серии «Господство террора» восстановлены анимацией.
| Номер истории | Номер истории в сезоне | Название истории                                | Название эпизода                                        | Режиссёр                      | Сценарист                  | Зрителей (млн) | Индекс оценки (из 100) | Дата выхода в эфир | Произв. код |
| --- | ---------------------- | ----------------------------------------------- | ------------------------------------------------------- | ----------------------------- | -------------------------- | -------------- | ---------------------- | ------------------ | ----------- |
| 1 | 1                      | «Неземное дитя» («An Unearthly Child»)          | «Неземное дитя» («An Unearthly Child»)                  | Варис Хуссейн                 | Энтони Коберн С. Э. Уэббер | 4,4            | 63                     | 23 ноября 1963     | А           |
| 1 | 1                      | «Неземное дитя» («An Unearthly Child»)          | «Пещера черепов» («The Cave of Skulls»)                 | Варис Хуссейн                 | Энтони Коберн С. Э. Уэббер | 5,9            | 59                     | 30 ноября 1963     | А           |
| 1 | 1                      | «Неземное дитя» («An Unearthly Child»)          | «Лес страха» («The Forest of Fear»)                     | Варис Хуссейн                 | Энтони Коберн С. Э. Уэббер | 6,9            | 56                     | 7 декабря 1963     | А           |
| 1 | 1                      | «Неземное дитя» («An Unearthly Child»)          | «Создатель огня» («The Firemaker»)                      | Варис Хуссейн                 | Энтони Коберн С. Э. Уэббер | 6,4            | 55                     | 14 декабря 1963    | А           |
| Кто эта девочка, знающая больше, чем все остальные? Что полицейская будка делает на свалке? Доктор Кто?                                                 |                        |                                                 |                                                         |                               |                            |                |                        |                    |             |
| 2 | 2                      | «Далеки» («The Daleks»)                         | «Мёртвая планета» («The Dead Planet»)                   | Ричард Мартин Кристофер Бэрри | Терри Нейшн                | 6,9            | 59                     | 21 декабря 1963    | B           |
| 2 | 2                      | «Далеки» («The Daleks»)                         | «Уцелевшие» («The Survivors»)                           | Ричард Мартин Кристофер Бэрри | Терри Нейшн                | 6,4            | 58                     | 28 декабря 1963    | B           |
| 2 | 2                      | «Далеки» («The Daleks»)                         | «Побег» («The Escape»)                                  | Ричард Мартин Кристофер Бэрри | Терри Нейшн                | 8,9            | 62                     | 4 января 1964      | B           |
| 2 | 2                      | «Далеки» («The Daleks»)                         | «Засада» («The Ambush»)                                 | Ричард Мартин Кристофер Бэрри | Терри Нейшн                | 9,9            | 63                     | 11 января 1964     | B           |
| 2 | 2                      | «Далеки» («The Daleks»)                         | «Экспедиция» («The Expedition»)                         | Ричард Мартин Кристофер Бэрри | Терри Нейшн                | 9,9            | 63                     | 18 января 1964     | B           |
| 2 | 2                      | «Далеки» («The Daleks»)                         | «Испытание» («The Ordeal»)                              | Ричард Мартин Кристофер Бэрри | Терри Нейшн                | 10,4           | 63                     | 25 января 1964     | B           |
| 2 | 2                      | «Далеки» («The Daleks»)                         | «Спасение» («The Rescue»)                               | Ричард Мартин Кристофер Бэрри | Терри Нейшн                | 10,4           | 65                     | 1 февраля 1964     | B           |
| Доктор заинтересован планетой, на которую попадает ТАРДИС. Остался ли здесь кто-нибудь, переживший ядерную войну? Берегитесь, от них не сбежать!        |                        |                                                 |                                                         |                               |                            |                |                        |                    |             |
| 3 | 3                      | «Грань уничтожения» («The Edge of Destruction») | «Грань уничтожения» («The Edge of Destruction»)         | Ричард Мартин Фрэнк Кокс      | Дэвид Уитакер              | 10,4           | 61                     | 8 февраля 1964     | C           |
| 3 | 3                      | «Грань уничтожения» («The Edge of Destruction») | «Край бедствия» («The Brink of Disaster»)               | Ричард Мартин Фрэнк Кокс      | Дэвид Уитакер              | 9,9            | 60                     | 15 февраля 1964    | C           |
| Часы плавятся, двери ТАРДИС открываются сами по себе, а Сьюзан, кажется, сошла с ума! Сумеет ли Доктор найти правильное решение до грани уничтожения?   |                        |                                                 |                                                         |                               |                            |                |                        |                    |             |
| 4 | 4                      | «Марко Поло» («Marco Polo»)                     | «Крыша мира» (†) («The Roof of the World»)              | Варис Хуссейн                 | Джон Лукаротти             | 9,4            | 63                     | 22 февраля 1964    | D           |
| 4 | 4                      | «Марко Поло» («Marco Polo»)                     | «Поющие пески» (†) («The Singing Sands»)                | Варис Хуссейн                 | Джон Лукаротти             | 9,4            | 62                     | 29 февраля 1964    | D           |
| 4 | 4                      | «Марко Поло» («Marco Polo»)                     | «Пять сотен глаз» (†) («Five Hundred Eyes»)             | Варис Хуссейн                 | Джон Лукаротти             | 9,4            | 62                     | 7 марта 1964       | D           |
| 4 | 4                      | «Марко Поло» («Marco Polo»)                     | «Стена лжи» (†) («The Wall of Lies»)                    | Варис Хуссейн                 | Джон Лукаротти             | 9,9            | 60                     | 14 марта 1964      | D           |
| 4 | 4                      | «Марко Поло» («Marco Polo»)                     | «Всадник из Шанду» (†) («Rider from Shang-Tu»)          | Варис Хуссейн                 | Джон Лукаротти             | 9,4            | 59                     | 21 марта 1964      | D           |
| 4 | 4                      | «Марко Поло» («Marco Polo»)                     | «Могучий Хубилай-хан» (†) («Mighty Kublai Khan»)        | Варис Хуссейн                 | Джон Лукаротти             | 8,4            | 59                     | 28 марта 1964      | D           |
| 4 | 4                      | «Марко Поло» («Marco Polo»)                     | «Убийца в Пекине» (†) («Assassin at Peking»)            | Варис Хуссейн                 | Джон Лукаротти             | 10,4           | 59                     | 4 апреля 1964      | D           |
| Доктор и его спутники вынуждены отправиться в путешествие по Китаю, чтобы вернуть себе ТАРДИС, которую Марко Поло хочет подарить хану Хубилаю.          |                        |                                                 |                                                         |                               |                            |                |                        |                    |             |
| 5 | 5                      | «Ключи Маринуса» («The Keys of Marinus»)        | «Море смерти» («The Sea of Death»)                      | Джон Горри                    | Терри Нейшн                | 9,9            | 62                     | 11 апреля 1964     | E           |
| 5 | 5                      | «Ключи Маринуса» («The Keys of Marinus»)        | «Бархатная сеть» («The Velvet Web»)                     | Джон Горри                    | Терри Нейшн                | 9,4            | 60                     | 18 апреля 1964     | E           |
| 5 | 5                      | «Ключи Маринуса» («The Keys of Marinus»)        | «Кричащие джунгли» («The Screaming Jungle»)             | Джон Горри                    | Терри Нейшн                | 9,9            | 61                     | 25 апреля 1964     | E           |
| 5 | 5                      | «Ключи Маринуса» («The Keys of Marinus»)        | «Снега ужаса» («The Snows of Terror»)                   | Джон Горри                    | Терри Нейшн                | 10,4           | 60                     | 2 мая 1964         | E           |
| 5 | 5                      | «Ключи Маринуса» («The Keys of Marinus»)        | «Смертельный приговор» («Sentence of Death»)            | Джон Горри                    | Терри Нейшн                | 7,9            | 61                     | 9 мая 1964         | E           |
| 5 | 5                      | «Ключи Маринуса» («The Keys of Marinus»)        | «Ключи Маринуса» («The Keys of Marinus»)                | Джон Горри                    | Терри Нейшн                | 6,9            | 63                     | 16 мая 1964        | E           |
| Чтобы избежать катастрофы, путешественники во времени должны собрать все Ключи от машины, которая может контролировать разум.                           |                        |                                                 |                                                         |                               |                            |                |                        |                    |             |
| 6 | 6                      | «Ацтеки» («The Aztecs»)                         | «Храм зла» («The Temple of Evil»)                       | Джон Крокетт                  | Джон Лукаротти             | 7,4            | 62                     | 23 мая 1964        | F           |
| 6 | 6                      | «Ацтеки» («The Aztecs»)                         | «Воины смерти» («The Warriors of Death»)                | Джон Крокетт                  | Джон Лукаротти             | 7,4            | 62                     | 30 мая 1964        | F           |
| 6 | 6                      | «Ацтеки» («The Aztecs»)                         | «Невеста жертвоприношения» («The Bride of Sacrifice»)   | Джон Крокетт                  | Джон Лукаротти             | 7,9            | 57                     | 6 июня 1964        | F           |
| 6 | 6                      | «Ацтеки» («The Aztecs»)                         | «День темноты» («The Day of Darkness»)                  | Джон Крокетт                  | Джон Лукаротти             | 7,4            | 58                     | 13 июня 1964       | F           |
| Барбара пытается изменить историю ацтеков, в то время как Доктор ищет способ вытащить ТАРДИС из запертой гробницы.                                      |                        |                                                 |                                                         |                               |                            |                |                        |                    |             |
| 7 | 7                      | «Сенсориты» (The Sensorites)                    | «Незнакомцы в космосе» («Strangers in Space»)           | Мервин Пинфилд Фрэнк Кокс     | Питер Р. Ньюман            | 7,9            | 59                     | 20 июня 1964       | G           |
| 7 | 7                      | «Сенсориты» (The Sensorites)                    | «Воины против воли» («The Unwilling Warriors»)          | Мервин Пинфилд Фрэнк Кокс     | Питер Р. Ньюман            | 6,9            | 59                     | 27 июня 1964       | G           |
| 7 | 7                      | «Сенсориты» (The Sensorites)                    | «Скрытая опасность» («Hidden Danger»)                   | Мервин Пинфилд Фрэнк Кокс     | Питер Р. Ньюман            | 7,4            | 56                     | 11 июля 1964       | G           |
| 7 | 7                      | «Сенсориты» (The Sensorites)                    | «Наперегонки со смертью» («A Race Against Death»)       | Мервин Пинфилд Фрэнк Кокс     | Питер Р. Ньюман            | 5,5            | 60                     | 18 июля 1964       | G           |
| 7 | 7                      | «Сенсориты» (The Sensorites)                    | «Похищение» («Kidnap»)                                  | Мервин Пинфилд Фрэнк Кокс     | Питер Р. Ньюман            | 6,9            | 57                     | 25 июля 1964       | G           |
| 7 | 7                      | «Сенсориты» (The Sensorites)                    | «Отчаянное предприятие» («A Desperate Venture»)         | Мервин Пинфилд Фрэнк Кокс     | Питер Р. Ньюман            | 6,9            | 57                     | 1 августа 1964     | G           |
| Доктор должен спасти космический корабль от сенсоритов, однако всё меняется, когда он узнаёт причину, по которой произошло нападение.                   |                        |                                                 |                                                         |                               |                            |                |                        |                    |             |
| 8 | 8                      | «Господство террора» («The Reign of Terror")    | «Земля страха» («A Land of Fear»)                       | Хенрик Хирш Джон Горри        | Деннис Спунер              | 6,9            | 58                     | 8 августа 1964     | H           |
| 8 | 8                      | «Господство террора» («The Reign of Terror")    | «Гости мадам Гильотины» («Guests of Madame Guillotine») | Хенрик Хирш Джон Горри        | Деннис Спунер              | 6,9            | 54                     | 15 августа 1964    | H           |
| 8 | 8                      | «Господство террора» («The Reign of Terror")    | «Изменение личности» («A Change of Identity»)           | Хенрик Хирш Джон Горри        | Деннис Спунер              | 6,9            | 55                     | 22 августа 1964    | H           |
| 8 | 8                      | «Господство террора» («The Reign of Terror")    | «Французский тиран» (†) («The Tyrant of France»)        | Хенрик Хирш Джон Горри        | Деннис Спунер              | 6,4            | 53                     | 29 августа 1964    | H           |
| 8 | 8                      | «Господство террора» («The Reign of Terror")    | «Необходимая сделка» (†) («A Bargain of Necessity»)     | Хенрик Хирш Джон Горри        | Деннис Спунер              | 6,9            | 53                     | 5 сентября 1964    | H           |
| 8 | 8                      | «Господство террора» («The Reign of Terror")    | «Пленники Консьержери» («Prisoners of Conciergerie»)    | Хенрик Хирш Джон Горри        | Деннис Спунер              | 6,4            | 55                     | 12 сентября 1964   | H           |
| Пытаясь отправить Барбару и Йена в их родное время, Доктор попадает во Францию 18 века, в разгар Французской революции, где их ждут нелёгкие испытания. |                        |                                                 |                                                         |                               |                            |                |                        |                    |             |

### Оригинальные версии
| Название | Режиссёр        | Сценарист     | Дата выхода          |
| --- | --------------- | ------------- | -------------------- |
| «Неземное дитя» «Pilot» | Варрис Хуссейн  | Энтони Кобурн | 26 августа 1991 года |
| Оригинальная версия самого первого эпизода «Доктора Кто». Из-за технических ошибок, Сидни Ньюман потребовал переснять его. Сюжет практически совпадает с сюжетом телевизионной версии |                 |               |                      |
| «Далеки» «The Dead Planet» | Кристофер Бэрри | Терри Неёшн   | -                    |
| Оригинальная версия первого эпизода серии «Далеки». Сюжет практически совпадает с сюжетом «Мёртвой планеты».                                                                          |                 |               |                      |

## Утраченные эпизоды
- «Марко Поло» — все 7 эпизодов. Восстановлены в виде фанатских реконструкций.
- «Господство террора» — утрачены эпизоды 4 и 5 (всего в серии 6 эпизодов). Восстановлены анимацией.

## DVD и Blu-Ray
| Серия | Количество и продолжительность эпизодов | Регион 2              | Регион 4            | Регион 1             |
| --- | --------------------------------------- | --------------------- | ------------------- | -------------------- |
| Начало: «Неземное дитя» (4 эпизода) «Далеки» (7 эпизодов) «Грань уничтожения» (2 эпизода) «Марко Поло» (реконструкция) | 13 × 25 мин. 1 × 30 мин.                | 30 января 2006 года   | 2 марта 2006 года   | 28 марта 2006 года   |
| «Ключи Маринуса» | 6 × 25 мин.                             | 21 сентября 2009 года | 7 января 2010 года  | 5 января 2010 года   |
| «Ацтеки» | 4 × 25 мин.                             | 21 октября 2002 года  | 2 декабря 2002 года | 4 марта 2003 года    |
| «Ацтеки» — Специальное издание Включая эпизод «Воздушный шлюз» из серии «Галактика 4»                                  | 5 × 25 мин.                             | 11 марта 2013 года    | TBA                 | 12 марта 2013 года   |
| «Сенсориты» | 6 × 25 мин.                             | 23 января 2012 года   | 2 февраля 2012 года | 14 февраля 2012 года |
| «Господство террора» (Эпизоды 1-3 и 6 + 4 и 5 в виде анимации)                                                         | 6 × 25 мин.                             | 28 января 2013 года   | TBA                 | 12 февраля 2013 года |

## Книги
| Серия                | Адаптация                                         | Автор            | Впервые опубликована |
| -------------------- | ------------------------------------------------- | ---------------- | -------------------- |
| «Неземное дитя»      | «Доктор Кто и Неземное дитя»                      | Терренс Дикс     | 1981                 |
| «Далеки»             | «Доктор Кто и Необычайные приключения с далеками» | Дэвид Уитакер    | 1964                 |
| «Грань уничтожения»  | «Грань Уничтожения»                               | Найджел Робинсон | 1987                 |
| «Марко Поло»         | «Марко Поло»                                      | Джон Люкаротти   | 1985                 |
| «Ключи Маринуса»     | «Доктор Кто и Ключи Маринуса»                     | Филипп Хинклифф  | 1980                 |
| «Ацтеки»             | «Ацтеки»                                          | Джон Люкаротти   | 1984                 |
| «Сенсориты»          | «Сенсориты»                                       | Найджел Робинсон | 1987                 |
| «Господство террора» | «Господство террора»                              | Ян Мартер        | 1987                 |

### Комментарии
1. ↑  В начале производства сериала каждый эпизод имел собственное название и общее название серии не показывалось на экране. Сейчас, спустя много лет, уже сложно отличить официальные названия из справочной службы BBC и названия, придуманные фанатами.
2. ↑  Здесь и далее пометкой (†) обозначены эпизоды, сохранившиеся только в кадрах и аудио